# Balvano (famiglia)
La famiglia Balvano (anticamente Balbia, Balbano o Valvano, talvolta preceduti dalla preposizione di) è stata una famiglia nobile italiana.

## Storia
Famiglia originatasi dai Conti dei Marsi prima dell'inizio del XII secolo, prese il nome dalla signoria di Balvano avuta in feudo da Riccardo, primo membro della casata di cui si hanno notizie, attestato nel 1124. Tra i membri più noti della famiglia si ricordano Ruggero, secondogenito di Riccardo, che nel 1137 fu a capo delle truppe del re del Regno di Sicilia Ruggero II d'Altavilla contro l'imperatore Lotario II di Supplimburgo, e Gionata di Balvano, che in tempo del re Guglielmo il Malo congiurò contro il tiranno Maione da Bari, gran cancelliere e grande ammiraglio del Regno di Sicilia, e nel 1187, sotto il re Guglielmo il Buono, partecipò alla spedizione di recupero di Gerusalemme, seguito dal cugino Filippo. Deopoldo, secondogenito di quest'ultimo, ricevuta la signoria di Dragoni, mutò il cognome e lo stemma della propria casata, dando origine alla famiglia Dragoni. La casata Balvano possedette un totale di 2 contee (Apice e Conza) e 20 baronie; si estinse intorno al 1350, quando Altadonna, ultima discendente, figlia di Giordano, andò in sposa al conte di Sinopoli Fulcone Ruffo.

## Albero genealogico
Di seguito è riportato l'albero genealogico della famiglia Balvano dal capostipite Riccardo, vivente nel 1124, fino ai discendenti di Gilberto, Ruggero e Deopoldo, per la maggior parte stilato secondo la ricostruzione del genealogista Ferrante della Marra:
|       |         |         |          |          |          |          |          |         |         |                     |                     |         |         |        |        |
|       |         |         |          |          |          |          | Riccardo |         |         |                     |                     |         |         |        |        |
|       |         |         |          |          |          |          |          |         |         |                     |                     |         |         |        |        |
|       |         |         |          |          |          |          |          |         |         |                     |                     |         |         |        |        |
|       |         |         | Gilberto | Gilberto |          |          |          |         |         |                     | Ruggero             | Ruggero |         |        |        |
|       |         |         |          |          |          |          |          |         |         |                     |                     |         |         |        |        |
|       |         |         |          |          |          |          |          |         |         |                     |                     |         |         |        |        |
|       | Gionata | Gionata |          |          | Riccardo | Riccardo |          |         |         |                     | Filippo             | Filippo |         |        |        |
|       |         |         |          |          |          |          |          |         |         |                     |                     |         |         |        |        |
|       |         |         |          |          |          |          |          |         |         |                     |                     |         |         |        |        |
| Raone | Raone   | Sibilia | Sibilia  | Gilberto | Gilberto | Sibilla  | Sibilla  | Ruggero | Ruggero | Deopoldo            | Deopoldo            | Tommaso | Tommaso | Simone | Simone |
|       |         |         |          |          |          |          |          |         |         |                     |                     |         |         |        |        |
|       |         |         |          |          |          |          |          |         |         |                     |                     |         |         |        |        |
|       |         |         | Magalda  | Magalda  | Mansella | Mansella |          | Raone   | Raone   | Linea dei Dragoni · | Linea dei Dragoni · |         |         |        |        |